# Інтегральні тригонометричні функції
Інтегра́льні тригонометри́чні фу́нкції — спеціальні функції, визначені через інтеграл, підінтегральний вираз якого містить тригонометричні функції.

## Інтегральний синус
{\displaystyle {\rm {Si}}(x)=\int _{0}^{x}{\frac {\sin t}{t}}dt\;}
{\displaystyle {\rm {si}}(x)=-\int _{x}^{\infty }{\frac {\sin t}{t}}dt\;={\rm {Si}}(x)-{\frac {1}{2}}\pi }

## Інтегральний косинус
{\displaystyle {\rm {Ci}}(x)=\gamma +\ln x+\int _{0}^{x}{\frac {\cos t-1}{t}}dt\;}
{\displaystyle {\rm {Cin}}(x)=\int _{0}^{x}{\frac {1-\cos t}{t}}dt\;}
{\displaystyle {\rm {ci}}(x)=-\int _{x}^{\infty }{\frac {\cos t}{t}}dt\;}

## Інтегральний гіперболічний синус
{\displaystyle {\rm {Shi}}(x)=\int _{0}^{x}{\frac {\sinh t}{t}}dt\;={\rm {shi}}(x)}
Інтегральний гіперболічний синус можна розкласти в ряд:
{\displaystyle {\mbox{Shi}}(x)=\sum \limits _{n=0}^{\infty }{\frac {x^{2n+1}}{(2n+1)(2n+1)!}}}

## Інтегральний гіперболічний косинус
{\displaystyle {\rm {Chi}}(x)=\gamma +\ln x+\int _{0}^{x}{\frac {\cosh t-1}{t}}dt\;={\rm {chi}}(x)}
Інтегральний гіперболічний косинус можна розкласти в ряд:
{\displaystyle {\mbox{Chi}}(x)=\gamma +\ln x+\sum \limits _{n=1}^{\infty }{\frac {x^{2n}}{2n(2n)!}}}
Інтегральний гіперболічний косинус і інтегральний гіперболічний синус пов'язані співвідношенням:
{\displaystyle {\mbox{Chi}}(x)+{\mbox{Shi}}(x)={\mbox{Li}}\,e^{x},}
де {\displaystyle {\mbox{Li}}} — інтегральна логарифмічна функція.